# 2024年世界水泳選手権スリナム選手団
2024年世界水泳選手権スリナム選手団は、2024年2月2日から2月18日までカタールのドーハで開催された第21回世界水泳選手権のスリナム選手団、およびその競技結果。

## 選手団
- 人員: 選手 2人

## 選手名簿・結果
| 選手                 | 種目               | 予選   | 予選 | 準決勝   | 準決勝   | 決勝     | 決勝     |
| 選手                 | 種目               | 結果   | 順位 | 結果     | 順位     | 結果     | 順位     |
| -------------------- | ------------------ | ------ | ---- | -------- | -------- | -------- | -------- |
| アーヴィン・ホースト | 男子50m自由形      | 24秒23 | 65位 | 予選敗退 | 予選敗退 | 予選敗退 | 予選敗退 |
| アーヴィン・ホースト | 男子50mバタフライ  | 26秒38 | 48位 | 予選敗退 | 予選敗退 | 予選敗退 | 予選敗退 |
| ジェノ・ヘインズ     | 男子100m自由形     | 55秒13 | 85位 | 予選敗退 | 予選敗退 | 予選敗退 | 予選敗退 |
| ジェノ・ヘインズ     | 男子100mバタフライ | 58秒51 | 54位 | 予選敗退 | 予選敗退 | 予選敗退 | 予選敗退 |